# Суха река (защитена зона)
Суха река е защитена зона от Натура 2000 по директивата за опазване на дивите птици. Обхваща долината на Суха река с прилежащите ѝ суходолия, скали и скални венци по склоновете. Заема площ от 25 437,8 ha.

## Граници
Защитената зона е разположена в Добруджа, северно от Добрич и обхваща участъка от село Карапелит на юг до село Краново на север. Реката почти изцяло се губи в карстовия терен. Между селата Ефрейтор Бакалово и Брестница тя преминава в язовир с дължина 7 – 8 km.

## Флора
Хълмовете по суходолието са обрасли с дъбови гори, по-рядко само от цер, по-често смесени гори от цер и келяв габър, на места с мъждрян. Откритите пространства около долината са заети със селскостопански земи и пасища, обрасли с тревни съобщества с преобладаване на белизма, луковична ливадина и други. Язовирът е обрасъл по бреговете с водолюбива растителност, а водната му повърхност е покрита на места с дребна водна леща и отделни участъци с роголистник. Скалите и скалните венци са предимно варовикови и със средна височина около 20 m. Те са с множество ниши, корнизи и малки пещери.

## Фауна
В защитената зона са установени 192 вида птици, от които 80 са вписани в Червената книга на България. „Суха река“ е едно от най-значимите места в страната за червения ангъч, белоопашатия мишелов, малкия креслив орел и бухала, където тези видове гнездят в голям брой. Срещат се още градинска овесарка, синявица, късопръста чучулига, горска чучулига, полска бъбрица, турилик, ястребогушо коприварче, червеногърба сврачка и черночела сврачка.
Защитената зона е сред от най-важните миграционни коридори в Добруджа по западночерноморския прелетен път Виа Понтика. Ежегодно по време на есенна миграция от тук преминават повече от 37 000 щъркела и 5000 грабливи птици. Част от птиците продължават своя път към долината на река Провадийска, а друга част – към долината на река Батова.